# ハルタスク
ハルタスクは、日本のイラストレーター。METEORA st.に所属している。
茨城県公認Vtuber「茨ひより」をはじめ、Vtuberのキャラクターデザインやポスターイラスト、グッズデザインなど幅広く活動している。淡く透明感のあるイラストが特徴。

## 来歴
茨城県北茨城出身。
ゲーム会社でキャラクターデザインを担当。退社後はMETEORAst.に加入。インテル Blue Carpet Projectに参加。

## 実績

### イラスト
- 「Vtuber mode Vol3」渋谷ハル 綴じ込み付録ポスターイラスト[5]
- Vtuber 「鴉守ジン」歌ってみたイラスト[6]
- T.M.Revolution×Bandai Namco Entertainment「X INNOVATIVE LIVE」　キービジュアルイラスト[7]
- 「昭和百人展」大日本印刷「ケイゴイノウエ」キャラクターデザイン キービジュアルイラスト[8]
- バンタンクリエイターアカデミー「VANTAN STUDENT FINAL 2023」キービジュアルキャラクターイラスト[9]
- アサヒ飲料株式会社　和紅茶姉妹イラコン祭り　お手本イラスト[10]

### キャラクターデザイン
- 茨城県公認Vtuber「茨ひより」キャラクターデザイン[3]
- Vbox所属2期生 「緋色ヒロ」キャラクターデザイン[11]

### 掲載
- E☆2 frontier Vol.5「タッチ・マイ・ハート♪　～私の胸熱シチュ、No.1～」[12]

### 出演
- HEIWA　キュインちゃんねる＠HEIWA　【俺の嫁描いてみた】プロ絵師が公式キャラを変貌させた結果【イラストメイキング】出演[13]